# Сан-Себастіано-Куроне
Сан-Себастіано-Куроне (італ. San Sebastiano Curone, п'єм. San Bastian) — муніципалітет в Італії, у регіоні П'ємонт,  провінція Алессандрія.
Сан-Себастіано-Куроне розташований на відстані близько 430 км на північний захід від Рима, 115 км на схід від Турина, 38 км на схід від Алессандрії.
Населення — 594 особи (2014).
Щорічний фестиваль відбувається 20 січня. Покровитель — San Sebastiano.

## Демографія
Населення за роками:

Станом на 1 січня 2023 року в муніципалітеті офіційно проживало 114 іноземців з 13 країн, серед них 91 громадянин країн Євросоюзу та 3 громадяни України.

## Сусідні муніципалітети
- Бриньяно-Фраската
- Дерніче
- Грем'яско
- Монтакуто